# Шумилин, Владимир Дмитриевич
Владимир Дмитриевич Шумилин (01.05.1928, Москва — 21.10.1988, там же) — советский учёный, специалист в области разработки систем подрыва ядерных зарядов.

## Биография
В 1942—1947 гг. киномеханик, в 1947—1955 гг. — техник в РФЯЦ-ВНИИЭФ.
В 1958 г. окончил Московский инженерно-физический институт (с 2009 года — Национальный исследовательский ядерный университет «МИФИ»).
В 1955—1988 гг. работал во ВНИИА в должностях от техника до начальника научно-исследовательского отдела.
Кандидат технических наук.
Лауреат Ленинской премии 1962 г. за разработку аппаратуры подрыва ядерных зарядов для проведения натурных испытаний.
Награды: орден «Знак Почёта» (1960), медали «За трудовую доблесть» (1954), «За доблестный труд. В ознаменование 100-летия со дня рождения В. И. Ленина» (1970).